# Larisa Faber

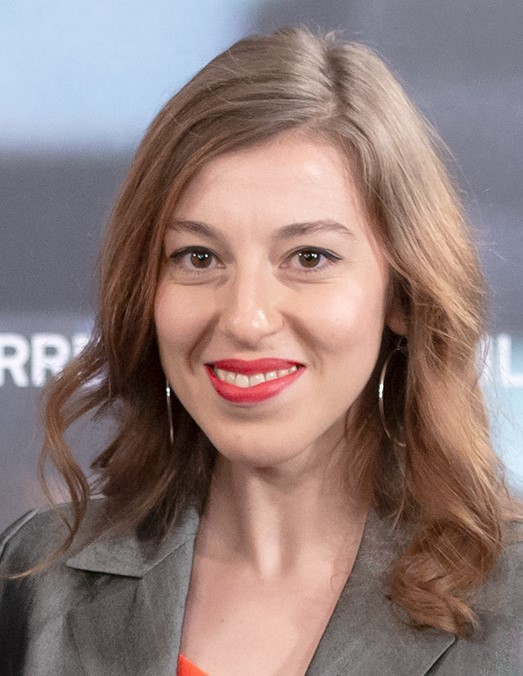
Larisa Faber, 2019

Larisa Faber (* 4. Juli 1986 in Rumänien) ist eine luxemburgische Schauspielerin.

## Biografie
Faber wurde am 4. Juli 1986 in Rumänien geboren. Sie wuchs in Luxemburg auf. Das Schauspiel studierte sie an der
Drama Centre London. Ihr Debüt gab sie 2018 in dem Film Sandstern. Danach war sie in dem Kurzfilm Traces zu sehen. Unter anderem wurde sie für die Serie Bad Banks gecastet.
Außerdem ist sie die Autorin des Theaterstücks Disko Dementia. Anschließend bekam Faber in dem Film Angelo eine Hauptrolle. 2022 trat sie in der Fernsehserie Capitani auf.

## Filmografie
Filme
- 2018: Sandstern
- 2018: Traces
- 2018: Angelo
- 2023: Little Duke
- 2023: Ein Schweigen (Un silence)
- 2025: La cache

Serien
- 2018: Bad Banks
- 2022: Capitani